# The Duel at Silver Creek
The Duel at Silver Creek is een Amerikaanse western uit 1952 onder regie van Don Siegel. In Nederland werd de film destijds uitgebracht onder de titel Het duel bij Silver Creek.

## Verhaal
Een bende bandieten dwingt de concessiehouders van een mijn om hun rechten op te geven. Sheriff Lightning Tyrone en de Silver Kid willen daar samen een stokje voor steken. De beide mannen worden ook verliefd.

## Rolverdeling
| Acteur          | Personage        |
| --------------- | ---------------- |
| Audie Murphy    | Silver Kid       |
| Faith Domergue  | Opal Lacy        |
| Stephen McNally | Lightning Tyrone |
| Susan Cabot     | Dusty Fargo      |
| Gerald Mohr     | Rod Lacy         |
| Eugene Iglesias | Johnny Sombrero  |
| James Anderson  | Rat Face Blake   |
| Walter Sande    | Pete Fargo       |
| Lee Marvin      | Tinhorn Burgess  |
| George Eldredge | Jim Ryan         |